# IJsmeesters: Een Koud Kunstje
IJsmeesters: Een Koud Kunstje is een Nederlandse televisieprogramma waarbij zes ijsbeeldhouwers gedurende een wedstrijd ijssculpturen moeten maken. Het eerste seizoen werd uitgezonden in 2021. Een uitzondering was de grote opdracht in aflevering 3 van dit seizoen. Bij deze opdracht werden de sculpturen van sneeuw gemaakt in plaats van ijs. Hierbij kiest een jury de beste sculptuur. Elke aflevering valt er een deelnemer af. In de laatste aflevering blijven drie deelnemers over, waarna de winnaar van het seizoen gekozen wordt. De eerste aflevering werd uitgezonden op 12 februari 2021 op SBS6. De opnames vonden plaats in Attractiepark Toverland in Sevenum, waarbij voor de binnenopnames op het terrein van het attractiepark een gekoelde ruimte van -10 graden Celsius geplaatst werd.In februari 2023 wordt het tweede seizoen uitgezonden. Ook dit seizoen werd opgenomen in Attractiepark Toverland, waarbij net als in 2021 voor de binnenopnames op het terrein van dit attractiepark een gekoelde ruimte van -10 graden Celsius werd geplaatst.

## Seizoen 1
| Aflevering | Uitzendtijd            | Gastjurylid     | Kijkcijfers | Kijkcijfers inclusief uitgesteld kijken | Locatie buitenopdracht  |
| ---------- | ---------------------- | --------------- | ----------- | --------------------------------------- | ----------------------- |
| 1          | 12 februari 2021 21:30 | Hans Klok       | 541.000     | 705.000                                 | Themagebied Port Laguna |
| 2          | 19 februari 2021 21:30 | Erica terpstra  | 584.000     | 686.000                                 | Themagebied Avalon      |
| 3          | 27 februari 2021 21:30 | Albert Verlinde | 666.000     | 778.000                                 | Themagebied Avalon      |
| 4          | 5 maart 2021 21:30     | André Kuipers   | 785.000     | 886.000                                 | niet van toepassing     |

## Seizoen 2
| Aflevering | Uitzendtijd            | Gastjurylid | Kijkcijfers | Kijkcijfers inclusief uitgesteld kijken | Locatie buitenopdracht |
| ---------- | ---------------------- | ----------- | ----------- | --------------------------------------- | ---------------------- |
| 1          | 12 februari 2023 19:58 | Irene Moors | 272.000     |                                         | Themagebied Ithaka     |
| 2          | 19 februari 2023 19:58 |             |             |                                         |                        |
| 3          | 26 februari 2023 19:58 |             |             |                                         |                        |

## Opnamelocaties

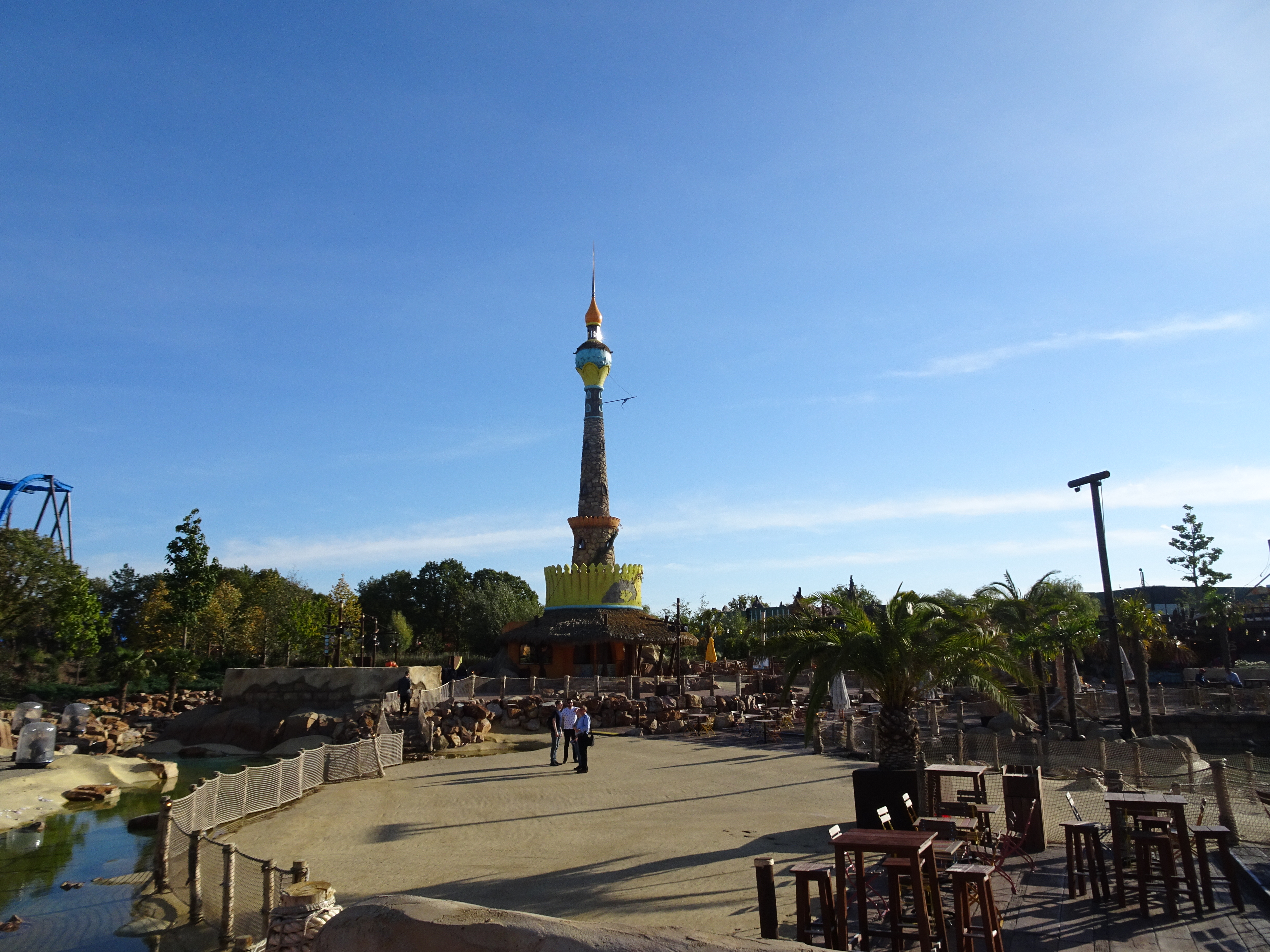
Port Laguna; buitenopdracht aflevering 1
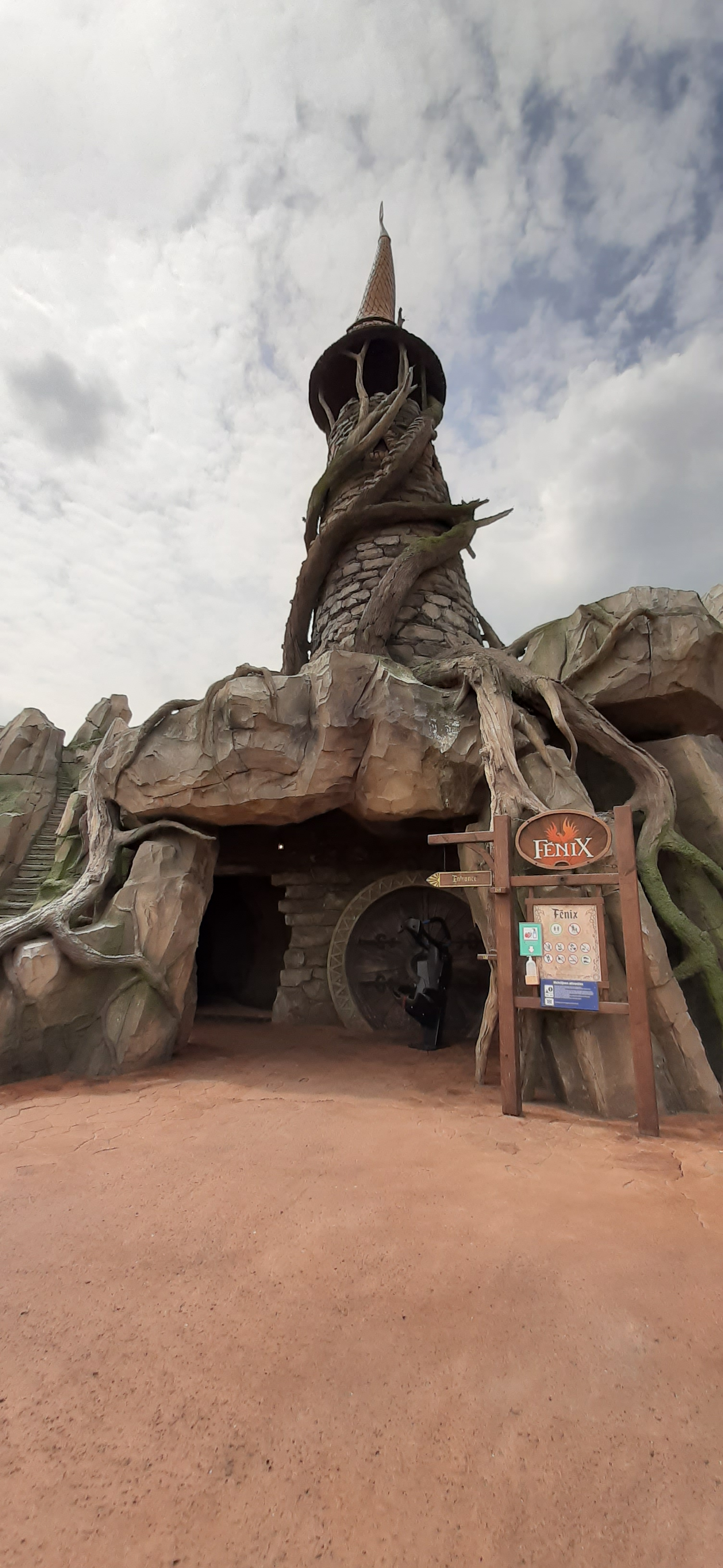
Entree achtbaan Fēnix; buitenopdracht aflevering 2
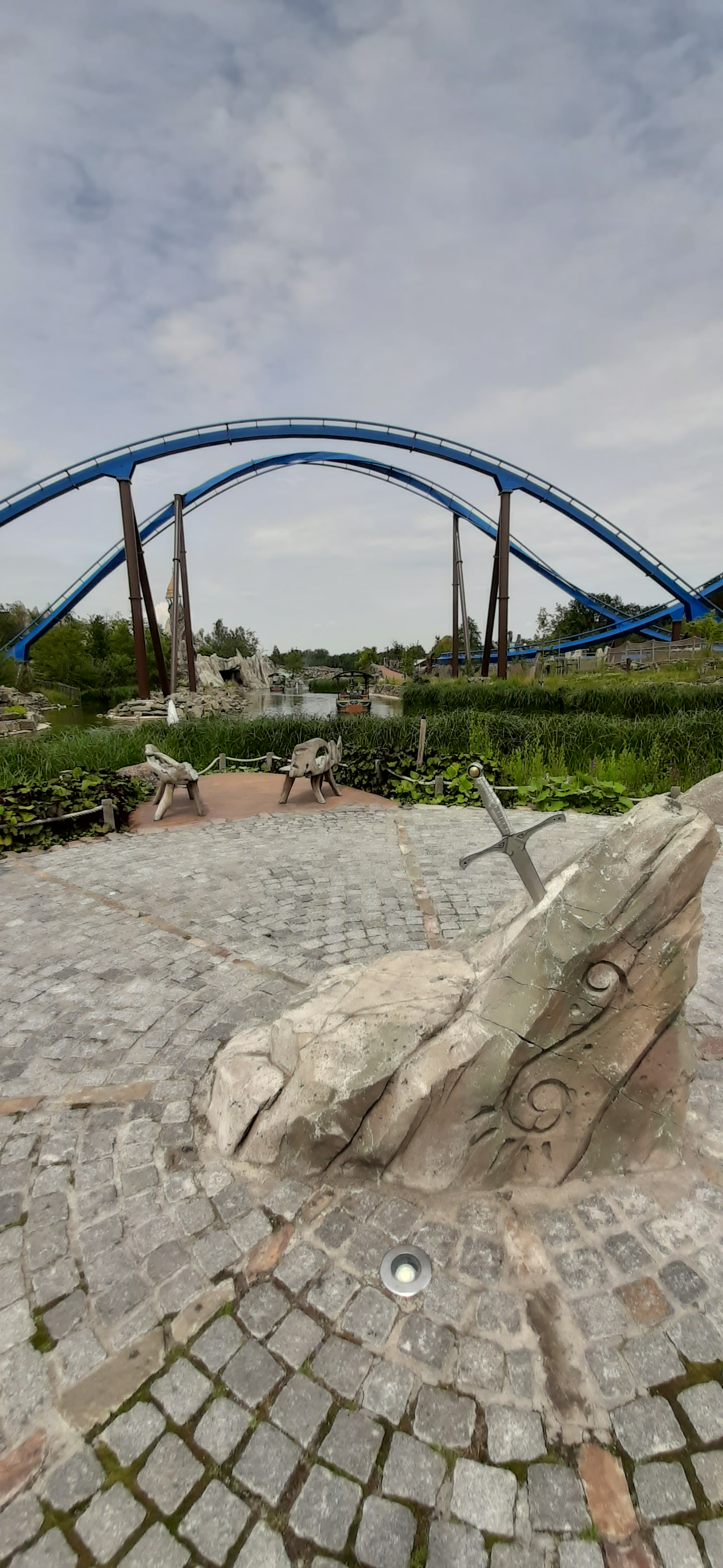
Uitkijkpunt met zwaard van Excalibur; buitenopdracht aflevering 3
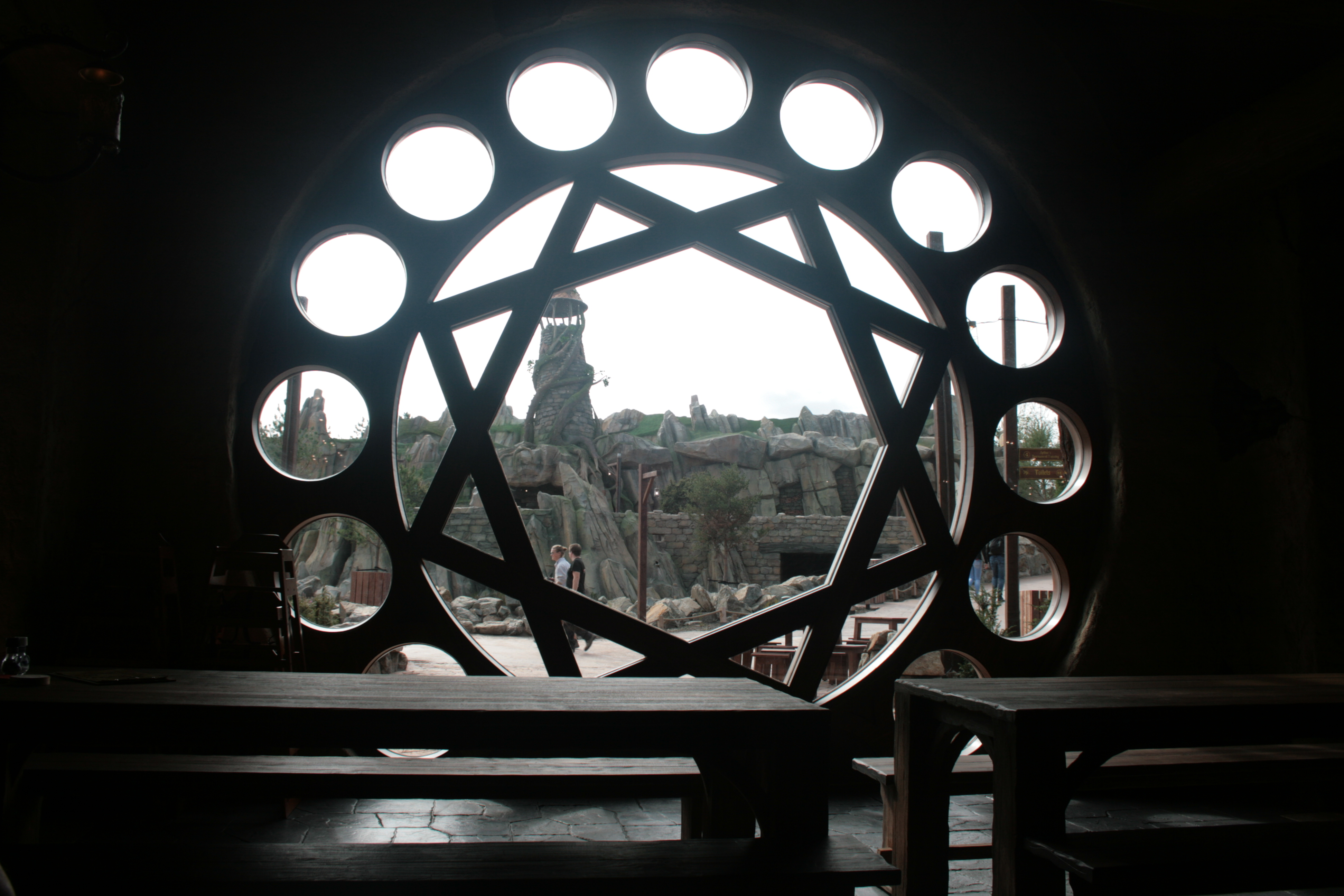
Restaurant The Flaming Feather; aflevering 4
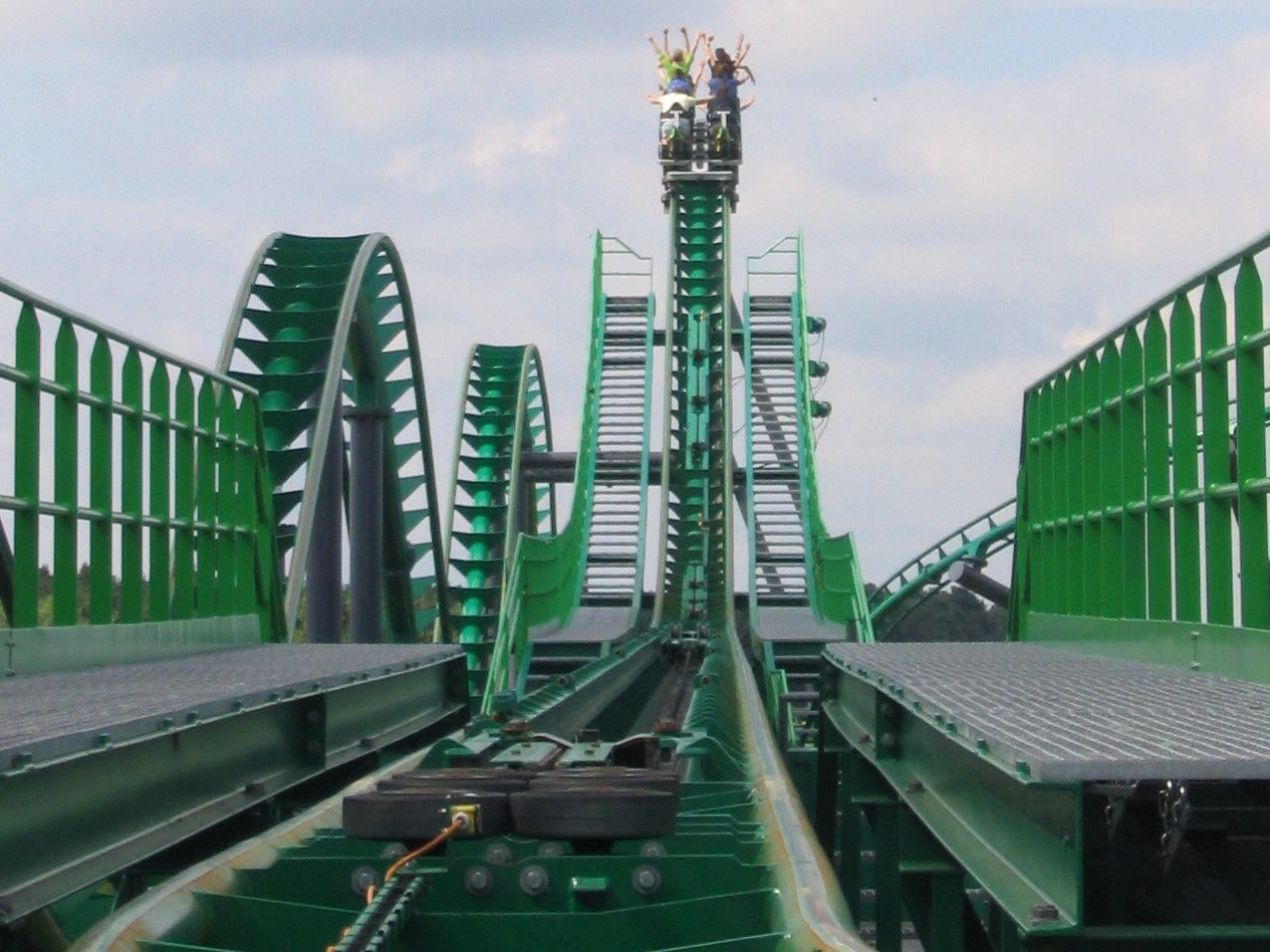
Booster Bike; aflevering 4